# Ki Hui-hyeon
Đây là một tên người Triều Tiên, họ là Ki.
Ki Hui-hyeon hay Ki Hee-hyun (Hangul: 기희현, Hanja: 奇喜賢, Hán-Việt: Kì Hi Hiền, sinh ngày 16 tháng 6 năm 1995) là một nữ ca sĩ và rapper người Hàn Quốc, trường nhóm của nhóm nhạc nữ Hàn Quốc DIA do MBK Entertainment thành lập và quản lý.

## Tiểu sử
Huihyeon sinh ngày 16 tháng 6 năm 1995 tại thành phố Namwon, tỉnh Jeolla Bắc, Hàn Quốc.
Năm 2015, cô ra mắt với DIA với nghệ danh Cathy, nhưng sau chương trình Produce 101 cô đã sử dụng tên thật là Huihyeon. Cô thích chơi piano và là fan của Eric Nam. Cô là bạn của LE (EXID).

## Sự nghiệp

### Trước khi ra mắt
Heehyun từng là một thực tập sinh của Woollim Entertainment cùng với các thành viên của nhóm nhạc nữ Lovelyz.Trong nhóm cô khá thân với Yoo Jiae và Lee Mijoo.

### 2015: Ra mắt với DIA
Tháng 2 năm 2015, MBK Entertainment công bố kế hoạch cho ra mắt một nhóm nhạc nữ mới. Ban đầu, công ty quyết định sẽ chọn các ứng cử viên phù hợp cho nhóm thông qua một chương trình sống còn. MBK tiết lộ các thành viên tiềm năng đầu tiên là Cathy, Eunjin và Kim Min-hyun. Tuy nhiên, sau đó Minhyun đã rời khỏi dự án vì lý do cá nhân, và Moon Seul-gi và Chaeyeon đã được thêm vào để thay thế cô. Vào tháng 6, MBK thông báo rằng họ đã hủy bỏ kế hoạch về chương trình sinh tồn  và quyết định để chọn các thành viên. Nhóm sẽ bao gồm 7 thành viên bao gồm: Seunghee, Cathy, Eunice, Jenny, Yebin, Eunjin và Chaeyeon.
Vào ngày 14 tháng 9 năm 2015, DIA phát hành album đầu tay mang tên của nhóm, Do It Amazing. Cùng ngày, các video âm nhạc cho đĩa đơn đầu tiên của họ, "Somehow" được phát hành. Nhóm thực hiện một showcase tại Ilchi Art Hall ở Seoul vào ngày 14 tháng 9. Nhóm đã có sân khấu ra mắt chính thức trên M!Countdown ngày 17 tháng 9 năm 2015.

### 2016:Tham giaProduce 101,"Flower, wind and you"và Unpretty Rapstar 3
Trong tháng 12 năm 2015, MBK công bố Huihyeon và Chaeyeon đã tạm thời rút khỏi nhóm để tham gia chương trình sinh tồn Produce 101 sau khi thử giọng và đã ký hợp đồng với các chương trình trước khi ra mắt chính thức của DIA. Cô nhận điểm C trong lần đánh giá đầu tiên và hạng A trong vòng đánh giá thứ 2. Cô được đánh giá có rap ấn tượng cũng như tính cách girl crush mạnh mẽ, cá tính. Trong vòng bình chọn đầu tiên lọt vào top 11 và đứng thứ 6. Đáng tiếc,đến cuối, cô đã không lọt vào một mẩu của I.O.I. Cô chính thức đổi nghệ danh từ Cathy thành Huihyeon.
Vào ngày 11 tháng 5, MBK đã xác nhận rằng Huihyeon đã tái gia nhập nhóm. Ngay sau đó,cô được thông báo trở thành trưởng nhóm mới cho DIA.
Ngày 25 tháng 11, nhóm DIA đã trình diễn ca khúc Mr. Potter tại sự kiện Blue Star Concert. Không may, trong lúc mải biểu diễn, Huihyeon đã bị hụt chân ngã khỏi sân khấu có độ cao khoảng 2 mét. Một vài thành viên đã tạm dừng tiết mục để kiểm tra tình huống của đồng đội. Mặc dù sau đó, Huihyeon đã đứng dậy và ra hiệu mình ổn nhưng không khó nhận ra nữ ca sĩ đã bị đau ở thắt lưng. Tuy nhiên, không để khán giả lo lắng, Huihyeon đã nhanh chóng trở lại sân khấu và hoàn thành tiết mục như không có chuyện gì xảy ra. Thái độ chuyên nghiệp và tinh thần làm việc hết mình của thành viên DIA nhận được sự đánh giá cao. Cô nàng còn được khen mạnh mẽ như một nữ quân nhân.
Sau tiết mục, Huihyeon được đưa đến bệnh viện để kiểm tra chấn thương. MBK Entertainment – công ty đại diện của nhóm DIA – đã đưa ra thông báo với người hâm mộ: "Huihyeon nói rằng cô ấy bị đau ở xương cụt và gần mắt cá chân. Cô ấy đang thực hiện một cuộc kiểm tra chi tiết".
Cũng trong năm 2016, cô xuất hiện trên chương trình sống còn dành cho những rapper nữ, Unpretty Rapstar 3 của Mnet với tư cách là một thí sinh.

## Thứ hạng trongProduce 101
| Vòng | Hạng |
| 1    | 6    |
| 2    | 9    |
| 3    | 5    |
| 4    | 6    |
| 5    | 12   |
| 6    | 12   |
| 7    | 13   |
| 8    | 19   |
| ---- | ---- |

## Truyền hình
| Năm  | Đề mục                    | Kênh       | Vai trò             | Ghi chú                              |
| ---- | ------------------------- | ---------- | ------------------- | ------------------------------------ |
| 2015 | Show Me The Money 4       | Mnet       | Khách mời - với DIA | khán giả                             |
| 2015 | 100 People, 100 Song      | JTBC       |                     |                                      |
| 2015 | After School Club         | Arirang TV |                     |                                      |
| 2015 | DIA Daily                 | Afreeca TV |                     | Mùa 1 (tập 1-15) và mùa 2 (tập 1-46) |
| 2016 | Produce 101               | Mnet       | Chae Yeon           | thí sinh                             |
| 2016 | Star King                 | SBS        |                     |                                      |
| 2016 | Weekly Idol               | MBC        | với DIA             |                                      |
| 2017 | Song Ji-hyo's Beauty View | JTBC       | Khách mời           |                                      |

### Góp mặt trong các video âm nhạc
| Năm  | Đề mục    | Nghệ sĩ     | Ghi chú            |
| ---- | --------- | ----------- | ------------------ |
| 2016 | "Pick me" | Produce 101 | cùng với Chae Yeon |